# 황철용
황철용(黃喆龍, 1967년 3월 28일 ~ )은 대한민국의 제8대 경상남도 함안군의원이다.

## 학력
- 유원국민학교 31회 졸업
- 칠원중학교 32회 졸업
- 칠원고등학교 32회 졸업
- 대구대학교 법과대학 사법학과 학사 졸업

## 경력
- 유원초등학교 운영위원장
- 호암중학교 운영위원회 부위원장
- 유원초등학교 총동문회 총무부장
- 유원청년회 사무국장
- 칠원읍 자율방범대 제11대 방범대장
- (사)더불어 사는 사회 연구소 사무국장
- (사)한국청년지도자연합회 함안군지회 제10대 회장
- 칠원읍 축구회 사무장
- 칠원고등학교 총동문회 총무부장
- 칠원읍 청년회 총무
- 북서원(칠북,칠서,칠원 동기회) 회장
- 칠원중학교 총문회 홍보부장
- 삼칠민속줄다리기 줄제작부 차장
- 창원(회산)황씨 공정공파 대종회 총무위원
- 한국자유총연맹 함안군지회 칠원읍 분회장
- 국회의원 조해진 함안사무소 사무국장
- 2021.04 ~ 2022.06 제8대 경상남도 함안군의회 의원
  - 2021.04 ~ 2022.06 제8대 경상남도 함안군의회 후반기 행정복지위원회 위원
  - 2021.04 ~ 2022.06 제8대 경상남도 함안군의회 후반기 의회운영위원회 위원
- 2022.07 ~ 제9대 경상남도 함안군의회 의원
  - 2022.07 ~ 제9대 경상남도 함안군의회 전반기 의회운영위원회 위원
  - 2022.07 ~ 제9대 경상남도 함안군의회 전반기 행정복지위원장

## 수상
- 2011.12.16 함안문화원장 표창
- 2012.10.11 경상남도경찰청장 감사장
- 2012.12.20 국회의원 표창
- 2014.01.24 함안경찰서장 감사장

## 역대 선거 결과
|  | 19.62% |

|  | 74.34% |

|  | 30.02% |